# Voort (Tongeren-Borgloon)
Voort is een dorp in de Belgische provincie Limburg en een deelgemeente van de stad Tongeren-Borgloon, het was een zelfstandige gemeente tot aan de gemeentelijke herindeling van 1977.
Voort ligt in Haspengouw en is een klein straat- en landbouwdorp ten zuidwesten van Borgloon waarmee het in 1977 werd samengevoegd. Ten zuiden van het dorp passeert een Romeinse heerweg.
Kerkelijk vormt Voort samen met het onmiddellijk ten noorden ervan gelegen dorp Hendrieken één parochie. De parochiekerk die toegewijd is aan Sint-Lambertus ligt in Hendrieken. Voort heeft nooit een kerk gehad.

## Etymologie
Voort werd voor het eerst vermeld in 1319 als Vorde. Dit duidt op een doorwaadbare plaats.

## Geschiedenis
Voort is ontstaan op de plaats waar de Romeinse heerbaan de Herkebeek kruiste: de voorde. Nog steeds is deze heerbaan aanwezig, als Romeinse kassei. Er werden resten van een Romeins landbouwbedrijf aangetroffen.
Zeker vanaf de 14e eeuw was Voort een Loonse heerlijkheid, achtereenvolgens in bezit van de geslachten Van Voorde (14e eeuw); Van Malborch (vanaf 1510); De Cockin, welke zich Van Voordt ging noemen (vanaf 1565); De Sottelet (vanaf 1733); Margaretha Lefebvre (vanaf 1760); De Thiribu (vanaf 1762); Van Schoonhoven van Aarschot (vanaf 1778). Voort vormde in de 17e en 18e eeuw, samen met Brustem, Rijkel en Aalst, de Baronie Voort. In de 18e eeuw werd dit het Graafschap Rijkel, waarbij het slechts om de titel ging.
Op kerkelijk gebied behoorde Voort behoorde deels tot de parochie Hendrieken en deels tot de parochie Kuttekoven, terwijl Voort vanaf de 19e eeuw geheel tot de parochie Hendrieken ging behoren.

## Demografische ontwikkeling
- Bronnen:NIS, Opm:1831 tot en met 1970=volkstellingen; 1976 = inwoneraantal op 31 december

## Bezienswaardigheden
- Het Kasteel de Tornaco uit de 17e en 18e eeuw.

## Natuur en landschap
Voort ligt op de rand van de vallei van de Herkebeek en de Motbeek, welke laatste iets ten zuiden van de kom van Voort ontspringt. Het grootschalige landschap buiten de beekdalen behoort tot droog-Haspengouw. Hier worden voornamelijk granen en suikerbieten verbouwd.
Het kasteelpark en de heerbaan zijn verdere elementen in het golvende landschap, dat een hoogte heeft van ongeveer 80 meter.

## Bekende inwoners
- Victor de Tornaco (1805-1875), een Luxemburgs politicus die na zijn aftreden in 1867 in het kasteel ging wonen.

## Nabijgelegen kernen
Hendrieken, Gotem, Broekom, Mettekoven, Hoepertingen